# Rondolândia
Rondolândia é um município brasileiro do estado de Mato Grosso, criado em 1998 por desmembramento de Aripuanã. Embora o município geograficamente esteja localizado no Mato Grosso, a maior parte da população tem maior ligação históica com Ji-Paraná e Cacoal (municípios de Rondônia).

## História
Rondolândia foi elevada a município em 28 de janeiro de 1998 (lei estadual nº 6984).
O primeiro prefeito de Rondolândia foi Jose Luis da Silva, eleito nas eleições municipais de 2000, e a primeira câmara de vereadores eleita também no mesmo ano, sendo composta pelos vereadores Alony Christian Eller, Agnaldo Rodrigues de Carvalho, Armindo Moreira Magalhães, Orlando Nunes Maciel, Osmar Aparecido de Quadros, Oliveira Roldão Monteiro Neto, Mauro Keller, Sebastião de Castro e Terezinha Gomes Temponi.
Em 7 de agosto de 2007, foi instalado um Cartório de Paz e Notas, tendo Evandro Ribeiro Campos como oficial designado pela Comarca de Juína, o que facilitou muito o cotidiano da população, que precisava ir até o estado de Rondônia para oficializar os mais distintos registros, como nascimento, óbitos e casamentos, e antes disso, não havia estatística oficial do município. Em novembro de 2007, o muicípio recebeu um Posto Avançado do Juizado Especial, que era subordinado ao Fórum da Comarca de Juína.

## Geografia
Rondolândia está localizado no noroeste da região Centro-Oeste do Brasil, na latitude de 10º84’17” Sul e longitude de 61°45’92” Oeste.
Possui área total de 12.653,69 km², sendo um dos 100 maiores municípios Brasileiros em extensão territorial. Sua área urbana é de cerca de 1,0 km².
Sua altitude média é de 365 metros possuindo clima equatorial. Tem como limite o estado de Rondônia além dos municípios matogrossenses de Colniza, Aripuanã e Juína.

### Problemas socioambientais
Devido aos altos índices de devastação florestal, em 9 de novembro de 2023, o município de Rondolândia foi incluído na relação de municípios situados no bioma Amazônia considerados prioritários pelo governo federal para ações de prevenção, controle e redução dos desmatamentos e degradação florestal.

## Demografia
Rondolândia possuia, segundo o Censo de 2010, 3.508 habitantes. A densidade demográfica era de 0,3 habitantes por km².

### Religião
Religião no Município de Rondolândia segundo o censo de 2010.
| Religião       | %    |
| -------------- | ---- |
| Catolicismo    | 49,2 |
| Protestantismo | 41,8 |
| Outras         | 5,9  |
| Sem religião   | 3,1  |

## Economia
O motor da economia de Rondolânia se apoia na agropecuária.
Neste município todos os anos no mês de maio a cidade se mobiliza para a Festa da Padroeira Nossa Senhora Auxiliadora, que atrai pessoas de várias outras localidades.